# Стендарт
Стендарт (англ. Standard) — село в Канаді, у провінції Альберта, у складі муніципального району Вітленд.

## Населення
За даними перепису 2016 року, село нараховувало 353 особи, показавши скорочення на 6,9%, порівняно з 2011-м роком. Середня густина населення становила 150,1 осіб/км².
З офіційних мов обидвома одночасно володіли 10 жителів, тільки англійською — 340. Усього 10 осіб вважали рідною мовою не одну з офіційних, з них 5 — українську.
Працездатне населення становило 190 осіб (66,7% усього населення), рівень безробіття — 5,3% (9,5% серед чоловіків та 11,1% серед жінок). 84,2% осіб були найманими працівниками, а 15,8% — самозайнятими.
Середній дохід на особу становив $54 586 (медіана $42 880), при цьому для чоловіків — $66 387, а для жінок $42 822 (медіани — $53 376 та $29 696 відповідно).
32,1% мешканців мали закінчену шкільну освіту, не мали закінченої шкільної освіти — 17,9%, 50% мали післяшкільну освіту, з яких 21,4% мали диплом бакалавра, або вищий.
| Статево-вікова структура населення | Статево-вікова структура населення | Статево-вікова структура населення | Статево-вікова структура населення | Статево-вікова структура населення |
| ---------------------------------- | ---------------------------------- | ---------------------------------- | ---------------------------------- | ---------------------------------- |
|                                    |                                    |                                    |                                    |                                    |
| Всього                             | Всього                             | 47,9%52,1%                         |                                    |                                    |
| 0 — 14 років                       | 0 — 14 років                       |                                    | 21,4%                              | 21,4%                              |
| 15 — 64 років                      | 15 — 64 років                      |                                    | 64,3%                              | 64,3%                              |
| 65 і більше                        | 65 і більше                        |                                    | 14,3%                              | 14,3%                              |
| 85 і більше                        | 85 і більше                        |                                    | 1,4%                               | 1,4%                               |
| Середній вік (років)               | Середній вік (років)               | 42,839,2                           | 40,9                               | 40,9                               |
| Медіана (років)                    | Медіана (років)                    | 46,039,4                           | 43,9                               | 43,9                               |
| — чоловіки — жінки                 |                                    |                                    |                                    |                                    |

| Походження мешканців:     | Походження мешканців:     | Походження мешканців: | Походження мешканців: | Походження мешканців: |
| ------------------------- | ------------------------- | --------------------- | --------------------- | --------------------- |
| Походження                |                           |                       | осіб                  | %                     |
| Корінні американці        | Корінні американці        |                       | 10                    | 2.74%                 |
| Інше північноамериканське | Інше північноамериканське |                       | 90                    | 24.66%                |
| Європейське               | Європейське               |                       | 310                   | 84.93%                |
| британське                | британське                |                       | 240                   | 65.75%                |
| французьке                | французьке                |                       | 40                    | 10.96%                |
| українське                | українське                |                       | 10                    | 2.74%                 |

| Зайнятість населення за галузями (за класифікацією NOC): | Зайнятість населення за галузями (за класифікацією NOC): | Зайнятість населення за галузями (за класифікацією NOC): | Зайнятість населення за галузями (за класифікацією NOC): | Зайнятість населення за галузями (за класифікацією NOC): |
| -------------------------------------------------------- | -------------------------------------------------------- | -------------------------------------------------------- | -------------------------------------------------------- | -------------------------------------------------------- |
|                                                          |                                                          |                                                          |                                                          |                                                          |
| Управління                                               | Управління                                               |                                                          | 13,2%                                                    | 13,2%                                                    |
| Бізнес, фінанси та адміністрування                       | Бізнес, фінанси та адміністрування                       |                                                          | 15,8%                                                    | 15,8%                                                    |
| Освіта, правозахист, муніципальні та урядові служби      | Освіта, правозахист, муніципальні та урядові служби      |                                                          | 10,5%                                                    | 10,5%                                                    |
| Роздрібна торгівля та послуги                            | Роздрібна торгівля та послуги                            |                                                          | 18,4%                                                    | 18,4%                                                    |
| Гуртова торгівля, транспорт та обладнання                | Гуртова торгівля, транспорт та обладнання                |                                                          | 26,3%                                                    | 26,3%                                                    |
| Природні ресурси, сільське господарство                  | Природні ресурси, сільське господарство                  |                                                          | 5,3%                                                     | 5,3%                                                     |
| Виробництво                                              | Виробництво                                              |                                                          | 5,3%                                                     | 5,3%                                                     |

## Клімат
Середня річна температура становить 3,6°C, середня максимальна – 23,2°C, а середня мінімальна – -19,1°C. Середня річна кількість опадів – 369 мм.
| Клімат поселення                              | Клімат поселення | Клімат поселення | Клімат поселення | Клімат поселення | Клімат поселення | Клімат поселення | Клімат поселення | Клімат поселення | Клімат поселення | Клімат поселення | Клімат поселення | Клімат поселення | Клімат поселення |
| Показник                                      | Січ.             | Лют.             | Бер.             | Квіт.            | Трав.            | Черв.            | Лип.             | Серп.            | Вер.             | Жовт.            | Лист.            | Груд.            |                  |
| Середній максимум, °C                         | −4,74            | −1,43            | 3,98             | 11,84            | 17,84            | 21,97            | 23,22            | 22,81            | 17,55            | 11,39            | 2,34             | −3,72            |                  |
| Середня температура, °C                       | −11,9            | −8,58            | −3,16            | 4,67             | 10,67            | 14,80            | 17,04            | 16,64            | 11,38            | 5,20             | −3,84            | −9,91            |                  |
| Середній мінімум, °C                          | −19,05           | −15,76           | −10,33           | −2,49            | 3,50             | 7,66             | 10,86            | 10,44            | 5,18             | −0,98            | −10,02           | −16,1            |                  |
| Норма опадів, мм                              | 13               | 11               | 17               | 26               | 49               | 69               | 55               | 47               | 42               | 14               | 13               | 13               |                  |
| Середньомісячна швидкість вітру, м/с          | 4.00             | 3.76             | 4.12             | 4.30             | 4.20             | 3.90             | 3.50             | 3.40             | 3.70             | 4.10             | 4.20             | 4.03             |                  |
| Середньомісячна сонячна радіація, кДж/м²·день | 4106             | 7496             | 12748            | 17244            | 20792            | 22090            | 23226            | 19704            | 13777            | 8304             | 4353             | 3107             |                  |
| --------------------------------------------- | ---------------- | ---------------- | ---------------- | ---------------- | ---------------- | ---------------- | ---------------- | ---------------- | ---------------- | ---------------- | ---------------- | ---------------- | ---------------- |
| Джерело:                                      |                  |                  |                  |                  |                  |                  |                  |                  |                  |                  |                  |                  |                  |